# نووه دووری (ناحیه کوتنا هورا)
نووه دووری (ناحیه کوتنا هورا) (به چکی: Nové Dvory) یک منطقهٔ مسکونی در جمهوری چک است که در ناحیه کوتنا هورا واقع شده‌است. نووه دووری ۹٫۰۵ کیلومتر مربع مساحت و ۸۱۵ نفر جمعیت دارد و ۲۰۸ متر بالاتر از سطح دریا واقع شده‌است.